# Homeland (Fernsehserie)/Staffel 7
Die siebte Staffel der US-amerikanischen Fernsehserie Homeland wurde 2018 erstmals im Fernsehen ausgestrahlt, beim US-Sender Showtime. Der deutsche Sender Sat.1 emotions übernahm ebenfalls 2018 die deutschsprachige Erstausstrahlung.

## Hauptfiguren
- Carrie Mathison: ehemalige CIA-Agentin
- Saul Berenson: Nationaler Sicherheitsberater, ehemaliger Mentor und Vorgesetzter von Carrie Mathison
- Elizabeth Keane: US-Präsidentin
- David Wellington: Stabschef des Weißen Hauses
- Dante Allen: FBI-Agent
- Brett O’Keefe: Talkshow-Moderator
- Max Piotrowski: freiberuflicher Überwachungsexperte

## Handlung
| Nr. (ges.) | Nr. (St.) | Deutscher Titel             | Originaltitel                     | Erstausstrahlung USA | Deutschsprachige Erstausstrahlung (D) | Regie               | Drehbuch                            |
| --- | --------- | --------------------------- | --------------------------------- | -------------------- | ------------------------------------- | ------------------- | ----------------------------------- |
| 73 | 1         | Im freien Fall              | Enemy of the State                | 11. Feb. 2018        | 15. Juni 2018                         | Lesli Linka Glatter | Debora Cahn, Alex Gansa             |
| Einige Wochen nach dem Amtsantritt von US-Präsidentin Elizabeth Keane ist Carrie Mathison immer noch davon überzeugt, dass es eine Verschwörung gegen den Staatsapparat gibt und dass viele der nach dem Attentat auf Keane Verhafteten unschuldig sind. Um deren Unschuld zu beweisen, arrangiert sie ein geheimes Treffen, bei dem ihr alter Freund, der FBI-Mitarbeiter Dante Allen, dem gegen Keane opponierenden US-Senator für Arizona, Sam Paley, Geheiminformationen mitteilen soll. Sie muss den Treffpunkt aber kurzfristig ändern, als sie bemerkt, dass Dante verfolgt wird. Am neuen Treffpunkt angelangt, verweigert Dante die Aussage, da er seine berufliche Sicherheit gefährdet sieht. Keane ist enttäuscht darüber, dass der US-General Jamie McClendon als Hauptverantwortlicher für das Attentat auf sie nur lebenslängliche Haft als Strafe erhält, und spricht sich öffentlich dafür aus, dass sie die Todesstrafe für angemessener hält. Sie beauftragt ihren Stabschef David Wellington damit, das Problem zu lösen. Kurz darauf bietet Wellington dem inhaftierten Saul Berenson den Job als Keanes neuer nationaler Sicherheitsberater an. Berenson macht aber die Freilassung aller bei der zweiten Verhaftungswelle inhaftierten Personen zur Bedingung dafür. Der mit Carrie kooperierende Überwachungsexperte Max Piotrowski bringt in Wellingtons Haus insgeheim mehrere Überwachungskameras an. Der per Haftbefehl gesuchte Talkshow-Moderator Brett O’Keefe führt seine Sendungen, in denen er zum Sturz der Regierung Keane aufruft, von wechselnden Orten aus weiter und versteckt sich dabei vor dem FBI. Bei Haftantritt erleidet McClendon einen tödlichen Krampf, der ihm kurz zuvor bei einer Leibesvisitation von einem der Aufseher unbemerkt zugefügt wurde. |           |                             |                                   |                      |                                       |                     |                                     |
| 74 | 2         | Gute Absichten              | Rebel Rebel                       | 18. Feb. 2018        | 15. Juni 2018                         | Lesli Linka Glatter | Patrick Harbinson, Chip Johannessen |
| Keane willigt in Berensons Forderung ein, die Gefangenen freizulassen, und stellt Berenson der Öffentlichkeit sogleich als ihren neuen nationalen Sicherheitsberater vor. Seine erste Aufgabe ist es, O’Keefe zu ergreifen. Er erfährt von den Lokalpolizisten, die O’Keefe zur Flucht vor dem FBI verholfen haben, dessen Aufenthaltsort – ein Privathaus nahe einer Kleinstadt in Virginia – und will sich allein mit ihm treffen. Unterdessen hat Carrie das Foto einer unbekannten Person, die sie auf den Überwachungsvideos aus Wellingtons Wohnung entdeckt hat, in einem Online-Forum gepostet, um ihre Identität zu erfahren. Beim unbedachten Öffnen einer Datei, die in einer Antwort darauf enthalten ist, fängt sie sich auf ihrem Laptop einen Erpressungstrojaner ein, der ihre Dateien verschlüsselt und Tausende Dollar für die Entschlüsselung fordert. Da sie nicht genügend Geld hat, möchte sie den Erpresser damit bezahlen, dass sie sich vor der Webcam auszieht und sich ihm für erotische Handlungen persönlich zur Verfügung stellt. Beim daraufhin anberaumten Treffen zu Zweit kann sie ihn überwältigen und zur Entschlüsselung ihrer Dateien zwingen, wobei sie so sehr in Rage gerät, dass sie ihn beinahe tötet. |           |                             |                                   |                      |                                       |                     |                                     |
| 75 | 3         | Der Strafzettel             | Standoff                          | 25. Feb. 2018        | 22. Juni 2018                         | Michael Klick       | Anya Leta, Ron Nyswaner             |
| Allen hat herausgefunden, dass es sich bei der von Carrie auf dem Überwachungsvideo entdeckten Person um Simone Martin handelt, die Liebespartnerin von Wellington. Daraufhin bricht Carrie in Simones Haus ein und sammelt Informationen über sie, wird aber beobachtet und deshalb von der Polizei verhaftet. Nachdem Allen ihre Freilassung erwirkt hat, besucht Carrie erneut ihre Psychiaterin, wobei deutlich wird, dass Carries, bisher gegen ihre bipolare Störung geholfenes Medikament nicht mehr gut genug wirkt. Deshalb muss sie eine mehrmonatige Anpassung an ein neues Medikament durchlaufen, wobei sie sich von ihrer Schwester Maggie, einer Ärztin, helfen lassen will. Als Allen herausfindet, dass sich Simone rund um den Todeszeitpunkt McClendons in dessen Nähe aufgehalten hat, unterbricht Carrie diesen Anpassungsprozess aber wieder. Unterdessen möchte Berenson O’Keefe davon überzeugen, sich dem FBI zu ergeben und einer Anklage gegen ihn zu stellen. Jedoch nutzt O’Keefe die Zeit insgeheim dazu, auf dem Anwesen, in dem er sich aufhält, einige Dutzend schwer bewaffnete Zivilisten mit dem Ziel zu versammeln, ihn im mutmaßlichen Kampf gegen das FBI zu unterstützen. Währenddessen plädieren Personen aus Keanes Regierung in einer Kabinettssitzung dafür, im Syrienkonflikt einen Luftangriff durchzuführen, gegen den sich Keane aber schon zuvor ausgesprochen hatte. Wellington hintergeht das Verbot und ordnet den Luftangriff telefonisch eigenmächtig in ihrem Namen an. |           |                             |                                   |                      |                                       |                     |                                     |
| 76 | 4         | Live aus dem freien Amerika | Like Bad at Things                | 4. März 2018         | 22. Juni 2018                         | Alex Graves         | Chip Johannessen, Patrick Harbinson |
| Carrie beobachtet per Überwachungsvideo, wie Wellington zu Hause Besuch von Keane erhält und ihr gegenüber zugibt, dass er den Luftangriff in ihrem Namen angeordnet hat, um ihre Präsidentschaft zu stärken. Um die Ermittlungen ungestört fortsetzen zu können, beschafft sich Carrie entsprechende Medikamente. Mit Max findet Carrie heraus, dass Simone Martin am Tag vor dem Tod McClendons knapp 50.000 Dollar Bargeld in fünf verschiedenen Kleinstädten, darunter der Stadt mit dem Gefängnis, abgehoben hat und deshalb unter dem Verdacht steht, Geld für den mutmaßlichen Auftragsmord an McClendon beschafft zu haben. Unterdessen wird der minderjährige J.J., der zu der Bürgerwehr-ähnlichen Gruppe um O’Keefe gehört, von einem FBI-Agenten angeschossen, welchen die Zivilisten daraufhin als Geisel nehmen. Sie lassen J.J. zur Behandlung in ein Krankenhaus bringen, wo ihn ein Mann fotografiert und das Foto online stellt, zusammen mit der falschen Behauptung, J.J. verblute durch ärztliche Vernachlässigung. Diese Nachricht erzürnt J.J.s Vater, der zu den bewaffneten Zivilisten gehört, so sehr, dass er den gefangengenommenen FBI-Mann erschießt. Es kommt daraufhin zu einem blutigen Feuergefecht, bei dem überwiegend Zivilisten sterben. O’Keefe überträgt ein Live-Video ins Internet, das ihn im Kugelhagel zeigt, mit dem Hinweis, Keane sei für den Angriff verantwortlich, und wird schließlich vom FBI verhaftet. |           |                             |                                   |                      |                                       |                     |                                     |
| 77 | 5         | Die üblichen Verdächtigen   | Active Measures                   | 11. März 2018        | 29. Juni 2018                         | Charlotte Sieling   | Debora Cahn                         |
| Bei dem Feuergefecht in Virginia sind fünf FBI-Leute und 14 Zivilisten gestorben. Um öffentliche Unruhen und schlechte Presse zu vermeiden, motiviert Keane die Witwen der verstorbenen FBI-Männer dazu, an dem live übertragenen Trauergottesdienst teilzunehmen, den die Hinterbliebenen der getöteten Zivilisten für die auf ihrer Seite Gestorbenen organisiert haben. Während die Mehrzahl der Gottesdienstbesucher die Teilnahme der Witwen als Affront betrachtet und ablehnt, bietet ihnen einzig J.J.s Mutter Sitzplätze an, sehr zu Keanes Zufriedenheit. Berenson hegt den begründeten Verdacht, dass für die Fake-Nachricht, J.J. sei gestorben, der Russe Yevgeny Gromov verantwortlich sei, der einst im Ukrainekonflikt eine sehr ähnliche Fake-Nachricht verbreitete. Er befragt zwecks Erhärtung dieses Verdachts Ivan Krupin, einen befreundeten, ehemaligen russischen Geheimagenten in Wyoming. Unterdessen möchte Carrie die Verantwortlichkeit von Simone Martin und David Wellington für den mutmaßlichen Auftragsmord an McClendon für eine geplante Strafanzeige nachweisen. Mit der Hilfe von Allen, Max und einigen anderen, ehemaligen Weggefährten holt sie sich – unter anderem mit einem nächtlichen Überfall an ihrem Arbeitsort – Simones Aussage, dass das Geld für die Bezahlung des Mordes bestimmt war. Die Platzierung einer Abhörwanze in ihren Sachen scheitert trotz mehrfacher Versuche. Als Simone David besucht, erzählt sie ihm nichts über den Überfall – sehr zur Enttäuschung von Carrie und Max, die gehofft hatten, eine Kollaboration von David mit Simone nachweisen zu können. |           |                             |                                   |                      |                                       |                     |                                     |
| 78 | 6         | Krupins Kreuz               | Species Jump                      | 18. März 2018        | 29. Juni 2018                         | Michael Offer       | Anya Leta, Ron Nyswaner             |
| Basierend auf den Informationen, die Carrie mit ihren Helfern über Simone Martin herausgefunden hat, befragt Paley sie in einer offiziellen, nichtöffentlichen Anhörung zu ihrer möglichen Verbindung mit dem Tod McClendons. Als Simone beginnt, David Wellington als Auftraggeber der Zahlungen und des Mordes zu benennen, äußert Carrie ggü. Allen ihre Überzeugung, dass Simone lügt und dies auch in der bevorstehenden Senatsanhörung tun würde. Carrie wendet sich daraufhin hilfesuchend an Berenson. Nachdem er sie angehört hat, äußert er den Verdacht, dass sie zu ihrer ursprünglichen Annahme, Wellington sei ein Verräter, nur auf Anregungen von Allen gelangt ist und dass dieser womöglich eine doppelte Rolle spielt. Um diese Theorie zu überprüfen, lockt Carrie mit der Hilfe von Max und anderen Bekannten Allen in eine Falle, bis er bewusstlos ist. Unterdessen engagiert Saul eine frühere CIA-Kollegin und ermittelt mit ihrer Hilfe und der eines Informatikers von einem Versteck aus. Bei einem Gespräch in einem Restaurant mit Wellington wird Simone plötzlich indiskret und beschuldigt ihn als übergrifflich, ein Gast stellt ein Video dieser Szene ins Internet. Saul und seine Helfer finden heraus, dass sich das Video in der gleichen Weise landesweit online verbreitet wie schon das Video über J.J.s angeblichen Tod. Indes trifft sich Krupin mit Gromov, dem er mitteilt, dass Saul ihn unter Verdacht hat, und den er auffordert, seine Handlungen zu stoppen. Gromov jedoch weist Krupins Bedenken zurück und vereitelt, dass sich Krupin mit Saul trifft, indem er ihn mit einigen Helfern entführt und zum Ertrinken lebendig und gefesselt in einem Gewässer versenkt. |           |                             |                                   |                      |                                       |                     |                                     |
| 79 | 7         | Wellingtons Briefe          | Andante                           | 25. März 2018        | 6. Juli 2018                          | Lesli Linka Glatter | Patrick Harbinson, Chip Johannessen |
| Carrie und ihre Helfer durchsuchen Allens Sachen auf der Suche nach Informationen über ihn, ohne dass er etwas von den Ermittlungen gegen sich mitbekommt. Wegen eines Streits mit ihrer Schwester über ihre mangelnde Fürsorge für ihre Tochter Franny zieht Carrie mit Franny aus Maggies Haus aus. Sie geht auf Allens Angebot ein, vorübergehend bei ihm zu wohnen, und sucht dort weitere Informationen über ihn. Unterdessen ist Saul zu der Überzeugung gelangt, dass Simone Martin im Interesse russischer Hintermänner daran arbeitet, die US-Regierung zu stürzen. Wellington bittet die Präsidentin um seinen Rücktritt, den Keane aber ablehnt, weil sie ihn zum Schutz ihrer Präsidentschaft noch benötigt. Saul lässt die Überwachungskameras aus Wellingtons Haus entfernen und zwingt Max unter Strafandrohung für die illegale Überwachung dazu, ihn und sein Team bei den Ermittlungen zu unterstützen. Er hat zudem keinen Erfolg mit seiner Bitte an einen Bundesrichter, Simone Martin noch vor der bevorstehenden Senatsanhörung zu befragen, weil der Richter darin Zeugenbeeinflussung sieht. Max findet heraus, dass Allen an denselben Tagen in fünf bestimmten, osteuropäischen Städten war wie auch Simone. Saul verdächtigt Allen deshalb als russischen Agenten und lässt ihn in dessen Wohnung von einem Spezialeinsatzkommando verhaften – zufällig genau zu dem Zeitpunkt, als Allen Sex mit Carrie hat. |           |                             |                                   |                      |                                       |                     |                                     |
| 80 | 8         | Lügen, Gerüchte, Twitter    | Lies, Amplifiers, F**king Twitter | 1. Apr. 2018         | 6. Juli 2018                          | Tucker Gates        | Patrick Harbinson, Chip Johannessen |
| Nachdem Maggie von Frannys Schock durch das Erscheinen des Spezialeinsatzkommandos erfahren hat, droht sie Carrie mit der Beanspruchung des Sorgerechts für Franny, sollte sich Carrie nicht in ärztliche Behandlung begeben. Saul lässt Carrie Allen verhören, um ein Geständnis über seine Verbindung zu Simone Martin zu erhalten. Indes bittet Paley zusammen mit einigen anderen, hochrangigen Politikern die Präsidentin im Oval Office um ihre unverzügliche Abdankung, weil sie wegen der in zwei Tagen von Simone Martin vor dem Senatsausschuss zu erwartenden Anschuldigungen gegen Wellington und damit auch gegen sich schweren politischen Schaden nehmen dürfte. Keane lässt daraufhin – unabgestimmt mit Saul – Wellington den russischen Botschafter kontaktieren und mit ernsten, gegen Russland gerichteten Konsequenzen drohen, sollte Moskau nicht dafür sorgen, dass Martin nicht im Senat aussagt. Der Botschafter instruiert daraufhin Gromov, die geplante Aussage Martins vor dem Senat zu vereiteln. Durch Erpressung von Martins Anwältin erfährt Gromov ihren geheimen Aufenthaltsort, von wo aus er sie entführen lässt. Da Allen keinerlei Beteiligung am Mord von McClendon zugeben möchte, sorgen Saul und Carrie medikamentös dafür, dass Allen einen Herzinfarkt erleidet, der zu seinem Schein von seinem Rechtsanwalt verursacht wurde, und als Gegenleistung für medizinische Hilfe gegen Martin aussagt. Mit der Aussage Allens möchte Saul Martin verhaften lassen, verpasst sie wegen ihrer Entführung jedoch knapp. Der Plan, Allen wiederzubeleben, droht indes zu scheitern, da das Gegenmittel nicht wirkt. |           |                             |                                   |                      |                                       |                     |                                     |
| 81 | 9         | Der nützliche Idiot         | Useful Idiot                      | 8. Apr. 2018         | 13. Juli 2018                         | Nelson McCormick    | Debora Cahn                         |
| Nachdem er im Krankenhaus wieder zu sich gekommen ist, glaubt Allen der Erklärung von Carrie, wonach der Anwalt, der seinen Herzinfarkt verursacht hatte, von seinen russischen Auftraggebern geschickt wurde, und gibt Saul und Carrie nun bereitwillig Auskunft über seine Verbindung zur russischen Seite. Dazu gehört auch, dass er einen Geheimcode nennt, mit dem sich die von Gromov geführte Zelle aus russischen Agenten auflösen lässt. Mit juristisch illegalen Mitteln – darunter der Verletzung der Privatsphäre von US-Bürgern –, aber dem Einverständnis von Keane, lässt Saul seine Mitarbeiter den Abbruchcode per Twitter absenden und diejenigen Personen aufzuspüren, die als Bestätigung auf den Code antworten. Als Gromov erfährt, dass sein Kollaborateur Allen nicht erreichbar ist, entschließt er sich, jetzt doch nicht mit Simone das Land zu verlassen, sondern Allen aufzuspüren. Bald erfährt er von Helfern auch, dass Allen in einem Krankenhaus ist. Nachdem der Abbruchcode abgesetzt wurde, erkennt Gromov, dass Allen mit den US-Behörden kooperiert, und spürt ihn im Krankenhaus auf. Dort gibt er ihm Gelegenheit, sich durch einen Anruf bei Carrie davon zu überzeugen, dass der Anwalt entgegen seiner Auffassung nicht von Gromovs Seite geschickt wurde. In dem Telefonat warnt Allen Carrie aber auch vor dem Erscheinen Gromovs, woraufhin dieser Allen tötet. Carrie begibt sich unverzüglich auf den Weg ins Krankenhaus und vernachlässigt dabei ihre Tochter, die sie beinahe überfährt. Im Krankenhaus angekommen, hat sie einen schweren manisch-depressiven Schub, bei dem ihr schreckliche Ereignisse wie etwa die Tode von Brody und Quinn in Erinnerung kommen. Unterdessen weihen Saul und Wellington mit Keanes Einverständnis Paley in ihre Erkenntnisse über das russische Agentennetz ein, das sich Paley dabei als „nützlichen Idioten“ bedient hatte mit dem Ziel, die Regierung Keane zu stürzen. |           |                             |                                   |                      |                                       |                     |                                     |
| 82 | 10        | Die Uhr tickt               | Clarity                           | 15. Apr. 2018        | 13. Juli 2018                         | Dan Attias          | Howard Gordon, Ron Nyswaner         |
| Nach ihrem psychotischen Schub erhält Carrie eine neue Medikation. Nach Maggies Plädoyer vor Gericht, dass Carrie beim Behalten des Sorgerechts spätestens beim nächsten Geheimdienstauftrag Franny wieder vernachlässigen würde, einigt sich Carrie außergerichtlich mit Maggie, dass letztere das Sorgerecht erhält. Unterdessen gilt es für Saul nach dem Tode Allens, schnellstens belastbare Beweise für den russischen Plan zum Sturz der Regierung Keane zu finden. Carrie willigt in seine Bitte ein, die geplante verdeckte Mission nahe Moskau zur Ergreifung von Simone vor Ort zu leiten. Die Beweise dienen insbesondere dazu, die Zweifel an Keanes Darstellung des russischen Plans auszuräumen. Zu den Zweiflern gehören einige Minister aus ihrem Kabinett, die deshalb zu ihrer Amtsenthebung den 25. Verfassungszusatz aktivieren möchten, wofür ihnen nur noch die Zustimmung des Vizepräsidenten Ralph Warner fehlt. Dieser versichert Keane, das Amtsenthebungsverfahren abzulehnen, und wird kurz darauf von Verteidigungsminister Mullen zu einem Gespräch gebeten, um ihn mit auf seine Seite, d. h. die Seite der Zweifler, zu ziehen. Ohne den Inhalt des Gesprächs zu kennen, wohl aber sein Stattfinden, entlässt Keane präventiv und zur Verhinderung des Amtsenthebungsverfahrens Mullen und drei andere Minister. Warner teilt ihr danach mit, Mullens Plan nach wie vor nicht zu unterstützen, und fordert von Keane, die Entlassungen rückgängig zu machen. Da sich Keane diesem Schritt verweigert, möchte Warner die von ihm angezweifelte Rechtmäßigkeit der Entlassungen gerichtlich prüfen und im Falle ihrer Ungültigkeit die Präsidentin für amtsunfähig erklären lassen. |           |                             |                                   |                      |                                       |                     |                                     |
| 83 | 11        | Die Welt sieht zu           | All In                            | 22. Apr. 2018        | 20. Juli 2018                         | Alex Graves         | Patrick Harbinson, Chip Johannessen |
| Der Oberste Gerichtshof der USA befindet mit knapper Mehrheit die Entlassung der vier Minister für ungültig, woraufhin Warner im Namen des Kabinetts den 25. Verfassungszusatz aktiviert und Keane ihres Amtes enthebt. Paley erkundigt sich beim inhaftierten Dar Adal nach dem wahrscheinlichen Grund für die von Saul veranlasste Operation in Russland und gewinnt durch Erpressung des Informatikers aus Sauls Team die Erkenntnis, dass die Mission der Entführung von Simone Martin gilt. Paley lässt seine Stabschefin Janet Bayne diese Information an den russischen Botschafter weitergeben, damit die Entführung sabotiert und Keanes Regierung nicht mehr gerettet werden kann. Indes sind Saul und Carrie in einem Moskauer Hotel eingetroffen und bitten dort in einem diplomatischen Gespräch die Vertreter der Nachrichtendienste SWR und GRU darum, dass auch Gromov an dem Treffen teilnimmt – insgeheim dient das dazu, Gromov von dem Haus wegzulocken, aus dem Carries Team Simone entführen will. Die Entführung scheitert aber, da Gromov Vorkehrungen getroffen hat. Um Simone dennoch zu erhalten, erpresst Saul auf Carries Vorschlag hin den SWR-General Yakushin damit, ihm seine vielen Millionen US-Dollar auf US-Konten nur dann wieder zugänglich zu machen, wenn er für die Auslieferung Simones sorgt. Nachdem der GRU-Vertreter Mirov ggü. Yakushin geleugnet hat, Simone in Gewahrsam zu haben, lässt Yakushin das GRU-Zentralgebäude von einem bewaffneten Kommando SWR-Soldaten stürmen, um sie zu finden. Carrie und ihr Helfer Anson, als SWR-Soldaten verkleidet, mischen sich unter die Soldaten und holen Simone aus dem Gebäude. Von oben sieht Gromov Simone und Carrie in verschiedenen Autos davonfahren, aber ohne zu wissen, dass sie Perücken und Kleidung in den Farben der jeweils anderen Frau tragen. |           |                             |                                   |                      |                                       |                     |                                     |
| 84 | 12        | Die Brücke über die Narva   | Paean to the People               | 29. Apr. 2018        | 20. Juli 2018                         | Lesli Linka Glatter | Alex Gansa                          |
| Carrie kann in Simones Outfit die russischen Sicherheitskräfte solange in die Irre führen bzw. aufhalten, bis Saul und sein Team mit Simone per Flugzeug abgehoben sind. Um auf den Flughafen gelassen zu werden, hat sich Saul telefonisch vom nun amtierenden US-Präsidenten Warner helfen lassen, der beim russischen Botschafter interveniert und sich dabei Paleys Widerspruchs erwehrt hat. Carrie kommt auf Gromovs Veranlassung hin in russische Haft. Drei Tage später versucht er sie erfolglos zum Verlesen einer Entschuldigung am russischen Volk zu zwingen, indem er ihr mit Vorenthaltung ihrer Medikamente droht. In Washington, D. C. legt Simone öffentlich und live im Fernsehen übertragen vor dem Geheimdienstausschuss des Senats ein Geständnis ab, in dem sie ihr ursprüngliches Ziel erklärt, die US-Regierung stürzen zu wollen. Es entlastet Keane von den Vorwürfen gegen sie, sodass die Amtsenthebung rückgängig gemacht wird. Bei einem Besuch im Gefängnis spuckt sie Paley aus Abscheu ins Gesicht. Wenige Stunden später hält sie im Oval Office, ebenfalls live übertragen, eine improvisierte Ansprache an die Nation, in der sie eine tiefe Spaltung des Landes und ihrer Gesellschaft anspricht. Da sie sich nicht gut genug im Stande sieht, das Land zu einen, erklärt sie ihren sofortigen Rücktritt vom Amt der US-Präsidentin und kündigt Warner als ihren Nachfolger an. Sieben Monate später beaufsichtigt Saul an der russisch-estnischen Grenze einen Gefangenenaustausch, bei dem im Tausch für Carrie vier Russen aus US-Gefangenschaft entlassen werden. Carrie wirkt bei ihrer Ankunft auf estnischem Boden körperlich so schwer angeschlagen und geistig abwesend, dass sie Saul nicht wiederzuerkennen scheint. |           |                             |                                   |                      |                                       |                     |                                     |